# Isoetes setacea
Isoetes setacea är en kärlväxtart. Isoetes setacea ingår i släktet braxengräs, och familjen Isoetaceae.

## Underarter
Arten delas in i följande underarter:
- I. s. asiatica
- I. s. setacea